# Bökegyl, Småland
Bökegyl är en sjö i Tingsryds kommun i Småland och ingår i Mieåns huvudavrinningsområde.